# 9月3日
9月3日是阳历年的第246天（闰年是247天），离一年的结束还有119天。

## 大事记

### 18世紀以前
- 301年：羅馬帝國石匠聖馬利諾斯在蒂塔諾山修建獨立的修道院社群，其後成為聖馬利諾的前身。
- 590年：教宗額我略一世就任教宗。
- 1189年：理查一世在威斯敏斯特加冕成为英格兰国王。
- 1260年：埃及馬木路克蘇丹國軍隊在巴勒斯坦北部的阿音札魯特戰役中擊敗蒙古帝國的西征軍隊。

### 18世紀
- 1752年：英國與其屬地和北美十三州，因將曆法從儒略曆轉換至格里曆，故該年10天內沒有9月3至13日。
- 1783年：英王喬治三世的代表和美國代表在法國巴黎簽訂《巴黎條約》，美國獨立戰爭宣告結束。
- 1791年：法国國民制憲議會通过宪法，成为君主立宪国。

### 19世紀
- 1838年：非裔美国人弗雷德里克·道格拉斯逃离奴隶制，日后成为美国废奴运动的领导人之一。
- 1839年：林則徐在澳門接見葡萄牙理事官，並宣佈嚴禁鴉片。
- 1866年：第一国际的日内瓦会议召开。
- 1870年：普鲁士王国军队展开梅斯围城战。

### 20世紀
- 1901年：以藍船旗和南十字座為基礎而成的澳大利亚国旗首次在墨尔本皇家展览馆的上空飘扬。
- 1924年：江浙战争的第一站战斗在宜兴打响。
- 1926年：国民革命军北伐部队开始进攻武昌。
- 1930年：由发明家托马斯·爱迪生设计的电气火车第一次在美国新泽西州拉克瓦纳铁路公司的轨道上运行。
- 1938年：托洛茨基和他的国际支持者们，于法国巴黎成立世界社会主义革命党，即第四国际。
- 1939年：第二次世界大战：英国、法国、紐西蘭和澳大利亚向納粹德国宣战。
- 1941年：中國國军光复福州、长乐、连江、福清等县。
- 1943年：第二次世界大战：意大利王國向美英盟军投降。
- 1945年：许德珩等人举行会议，把1944年冬组织的“民主科学社”正式定名为“九三学社”。
- 1945年：中国开始长达三天的抗日战争胜利的庆祝。
- 1952年：中国目前唯一一个朝鲜族自治州延边朝鲜族自治州成立。
- 1953年：赫鲁晓夫任蘇聯共產黨中央第一书记。
- 1954年：中国人民解放军开始炮击金门县。
- 1963年：金庸小说《天龙八部》开始在《明报》和新加坡《南洋商报》同时连载。
- 1967年：瑞典政府正式將道路通行方向從靠左側行駛改成靠右側行駛，這天又被稱為「H日」。
- 1968年：中國電視公司成立。
- 1971年：卡塔尔独立。
- 1976年：太空船維京2號於火星的烏托邦平原著陸。
- 1987年：蒲隆地總統讓·巴蒂斯特·巴加扎在國外旅遊時遭遇軍事政變（英语：1987 Burundian coup d'état）而被廢黜，並由皮埃爾·布約亞接任總統。
- 1991年：中華人民共和國國務院總理李鵬和英國首相梅杰在北京簽署興建香港新機場諒解備忘錄。
- 1991年：美國北卡羅來納州里奇蒙縣哈姆雷特帝國食品雞肉加工廠因液壓管路故障引發工業火災，造成25人喪生，54人受傷，是北卡羅來納州史上傷亡人數第二多的工業災難。
- 1993年：俄羅斯與烏克蘭就黑海舰队问题达成一致。
- 1994年：俄羅斯與中華人民共和國互相同意撤走瞄準對方的核武器。
- 1995年：日本在1980年代後期風靡一時的男子組合光GENJI宣佈解散。
- 1995年：香港的皇家香港軍團（義勇軍）正式解散。
- 1995年：eBay的前身AuctionWeb成立。
- 1997年：由圖-134執行的越南航空815號班機於金邊降落時墜毀，造成機上66人中65人死亡。

### 21世紀
- 2003年：香港金管局宣布推出港元新钞票。
- 2004年：俄罗斯特种部队攻入车臣武装分子三日前在北奥塞提亚别斯兰占领的一所中学，期间人质与恐怖分子共396人死亡。
- 2010年：美國亞洲裔激進環保人士詹姆斯·傑·李（James Jay Lee）持槍且身綁炸藥，闖入探索頻道位於華盛頓特區附近的總部大樓，挾持2名員工與1名保全人員。警方與李周旋近4小時後，警方派出狙擊手衝出擊斃李；3名人質同時逃離現場，並未受傷。
- 2015年：中華人民共和國北京天安門廣場於上午舉行的閱兵儀式及紀念抗日戰爭勝利70週年。
- 2016年：美国与中国作为温室气体主要排放国家，同时签署巴黎协定。
- 2017年：朝鲜于咸镜北道进行核试验。
- 2021年：前黨主席鄭松泰上周被政府裁定第七屆換屆選舉議員資格的提名無效，即時喪失第六屆立法會議席，該亦於宣佈該黨在政治上再無前路而解散熱血公民的同日分別向所屬大埔、元朗區議會黃兆健及王頴思請辭。

## 出生
- 1034年：后三条天皇，日本第71代天皇（1073年逝世）
- 1724年：盖伊·卡尔顿，英國加拿大总督（1808年逝世）
- 1728年：马修·博尔顿，英國製造商、工程師（1809年逝世）
- 1781年：歐仁·德·博阿爾內，法國軍事家，拿破崙一世的繼子（1824年逝世）
- 1782年：，美國天主教神父兼耶穌會士（1846年逝世）
- 1810年：保罗·凯恩，愛爾蘭裔加拿大畫家。（1871年逝世）
- 1814年：詹姆斯·約瑟夫·西爾維斯特，英國數學家。（1897年逝世）
- 1856年：路易斯·沙利文，美國建築師，被譽為「摩天大樓之父」和「現代主義之父」。（1924年逝世）
- 1869年：弗里茨·普雷格尔，斯洛文尼亚裔奥地利化学家。（1930年逝世）
- 1875年：斐迪南·保時捷，德國汽车机械師。（1951年逝世）
- 1899年：弗兰克·麦克法兰·伯内特，澳大利亚病毒学家。（1985年逝世）
- 1900年：乌尔霍·卡勒瓦·吉科宁，芬蘭總統。（1986年逝世）
- 1904年：常乾坤，中國航空專家、翻譯家、中共第三屆全國人民代表大會代表。（1973年逝世）
- 1905年：卡尔·戴维·安德森，美國物理学家，正电子的发现者，1936年諾貝爾物理學獎得主。（1991年逝世）
- 1908年：列夫·庞特里亚金，前蘇聯數學家。（1988年逝世）
- 1910年：唐露曉，英國殖民地教育官員，曾任香港教育司兼立法局官守議員。（1976年逝世）
- 1913年：高玉樹，台灣政治家。（2005年逝世）
- 1921年：黃秋茂，臺灣企業家、歸國華僑。（2002年逝世）
- 1926年：艾琳·帕帕斯，希臘女演員、歌手。（2022年逝世）
- 1928年：加斯東·托恩，盧森堡政治人物，前任盧森堡首相，歐洲共同體委員會主席。（2007年逝世）
- 1930年：許倬雲，中國歷史學家。（2025年逝世）
- 1934年：弗雷德·金，美國吉他手、歌手，2003年滾石雜誌評選百大吉他手排名第25。（1976年逝世）
- 1934年：呂西安·穆勒，法國職業足球運動員。
- 1936年：宰因·阿比丁·本·阿里，突尼西亞政治人物、獨裁者，第2任突尼西亞總統。（2019年逝世）
- 1936年：楳圖一雄，日本漫畫家。（2024年逝世）
- 1938年：野依良治，日本化學家，2001年諾貝爾化學獎得主。
- 1939年：方智遠，中國蔬菜遺傳育種專家。（2023年逝世）
- 1940年：爱德华多·加莱亚诺，烏拉圭記者、小說家，作品《拉丁美洲被切開的血管》被譯成20種語言。（2015年逝世）
- 1942年：利维·姆瓦纳瓦萨，尚比亞政治人物，前任尚比亞總統。（2008年逝世）
- 1942年：許冠文，香港電影導演、演員、編劇。
- 1946年：荒川實，日本企業家，前任天堂美國公司社長。
- 1947年：謝爾·馬格納·邦德維克，挪威政治人物，前任挪威首相。
- 1947年：馬里奧·德拉吉，義大利銀行家、經濟學家、政治人物，第59任義大利總理。
- 1948年：柳德米拉·卡拉季奇，俄羅斯天文學家
- 1949年：金守美，韓國女演員。（2024年逝世）
- 1949年：何塞·佩克尔曼，猶太裔阿根廷足球教練。
- 1950年：甘國亮，香港編劇、導演、演員。
- 1953年：尚-皮爾·桑里，法國導演。
- 1956年：陳昭姿，臺灣政治人物。
- 1957年：梁左，中國著名劇作家、編劇、相聲作家。（2001年逝世）
- 1961年：蔡振华，中国乒乓球运动员。
- 1963年：關兆昌，香港賽車手。
- 1963年：麥爾坎·葛拉威爾，美國暢銷作家、《紐約客》雜誌供稿人。
- 1963年：琥珀·林恩，美國色情女演員、艷舞舞蹈員。
- 1963年：吉多·因本斯，荷蘭裔美國經濟學家，2021年諾貝爾經濟學獎得主。
- 1964年：亚当·科利，廣播界、網際網路名人。
- 1965年：查理·辛，美國男演員。
- 1965年：德里克·雷德蒙德，英國男子田徑運動員。
- 1966年：渡边步，日本動画導演。
- 1967年：达龙·阿杰姆奥卢，土耳其裔美國經濟學家，2024年諾貝爾經濟學獎得主。
- 1969年：諾亞·波拜克，美國電影導演、編劇、製片人。
- 1970年：盖雷斯·索斯盖特，英格蘭足球運動員，後轉任主教練、足球評述員。
- 1972年：坂诘贵之，日本男演員、聲優。
- 1975年：陳曉東，香港歌手。
- 1975年：蔣勤勤，中國演員。
- 1976年：許懷欣，香港歌手。
- 1977年：朱利安·克拉克，加拿大剪接師。
- 1979年：楊鎮宇，韓國男演員。
- 1979年：儒利奧·塞薩爾，巴西職業足球員。
- 1980年：陳志介，東城衞主唱兼節奏吉他。
- 1981年：石塚敦子，日本動畫作家、動畫導演。
- 1982年：呂慧儀，香港模特兒。
- 1982年：藤村步，日本女性聲優。
- 1982年：文澤爾，德國推理小說家。
- 1982年：克里斯·威尔考克斯，美國篮球運動員
- 1983年：栗山巧，日本棒球運動員
- 1984年：葉一茜，中國女歌手。
- 1984年：蓋瑞特·荷德倫，美國演員。
- 1985年：梶裕貴，日本男性聲優。
- 1987年：劉家成，台灣男藝人、主持人。
- 1988年：張景嵐，台灣女演員。
- 1989年：張賢勝，韓國男子偶像團體BEAST成員。
- 1990年：Oscar，香港電台節目主持人、填詞人。
- 1991年：林家謙，香港唱作男歌手。
- 1992年：朱晉傑，香港電視節目主持人。
- 1992年：染谷將太，日本男演員。
- 1993年：小池里奈，日本女演員。
- 1993年：松本梨奈，日本女子偶像團體SKE48成員。
- 1993年：李成種，韓國男子偶像團體INFINITE成員。
- 1993年：李昭政，韓國女子偶像團體Ladies' Code成員。
- 1993年：崔準希，韓國創作女歌手。
- 1994年：高山峻野，日本男子田徑運動員。
- 1994年：黃日瑩，中國女演員。
- 1995年：尼可拉斯·蘇勒，德國職業足球運動員。
- 1996年：朴秀英，韓國女子偶像團體Red Velvet成員。
- 1997年：木村花，日本女子職業摔角選手。（2020年逝世）
- 1999年：布萊恩·伊曼紐，印尼歌手、喜劇演員。
- 2000年：萊爾·福斯特，南非職業足球運動員。
- 2002年：伊曼·維拉尼，巴基斯坦裔加拿大女演員。
- 2003年：谷愛凌，中國女子自由式滑雪運動員。
- 2006年：黃雨婷，中國女子射擊運動員。
- 生年不詳：小泉瀨奈，日本女性聲優。

## 逝世
- 264年：孙休，孙吴第三任皇帝（235年出生）
- 618年：薛举，隋朝末期秦国开国皇帝（生年不详）
- 737年：藤原宇合，日本奈良時代公卿（694年出生）
- 879年：君士坦丁，羅馬共治皇帝（生年不詳）
- 931年：宇多天皇，日本第59代天皇（867年出生）
- 1402年：吉安·维斯孔蒂，米兰领主（1351年出生）
- 1420年：罗伯特·斯图尔特，苏格兰王国摄政王（1340年出生）
- 1593年：富田景政，日本戰國時代武將、劍豪（1524年出生）
- 1658年：奥列佛·克伦威尔，英国护国公（1599年出生）
- 1862年：本因坊秀策，日本圍棋棋士（1829年出生）
- 1877年：阿道夫·梯也尔，法国政治家、历史学家（1797年出生）
- 1883年：伊凡·屠格涅夫，俄国批判现实主义作家（1818年出生）
- 1918年：范妮·卡普蘭，俄羅斯女性革命家，曾試圖暗殺列寧（1890年出生）
- 1932年：張宗昌，中華民國北洋政府時期軍事將領（1881年出生）
- 1948年：爱德华·贝奈斯，捷克斯洛伐克總統（1884年出生）
- 1950年：呂赫若，台灣小說家、集作家、聲樂家、劇作家，有「台灣第一才子」之稱（1914年出生）
- 1962年：E·E·卡明斯，美国诗人（1894年出生）
- 1966年：陈梦家，中国考古学家和古文字学家（1911年出生）
- 1966年：傅雷，中国翻译家（1908年出生）
- 1981年：倫西斯·李克特，美國心理學家（1903年出生）
- 1994年：比利·胡禮，英格蘭職業足球運動員（1924年出生）
- 2005年：威廉·伦奎斯特，美国最高法院首席大法官（1924年出生）
- 2007年：史蒂夫·福塞特，美國企業家、探險家（1944年出生）
- 2012年：文鲜明，韩国统一教创办人、教主（1920年出生）
- 2014年：高恩妃，韓國女子偶像團體Ladies' Code成員（1992年出生）
- 2015年：张震，中国人民解放军高级将领（1914年出生）
- 2016年：付素清，世界最长寿的女性（1897年出生）[1][2]
- 2017年：约翰·阿什伯里：美国诗人，普利策诗歌奖得主（1927年出生）
- 2019年：班赞，中国演员及话剧导演（1978年出生）
- 2021年：大衛·波爾文，立陶宛裔加拿大數學家（1924年出生）
- 2022年：尤里·巴斯卡托夫，蘇聯男子游泳運動員（1968年出生）

## 节假日和习俗
- 加拿大：商船纪念日
- 英国：商船日
- 中華民國：軍人節、抗戰勝利紀念日
- 日本：哆啦A夢誕生紀念日
- ：广播日
- 圣马力诺：共和国创立纪念日
- 新西兰：托克赫伽协约日
- ：獨立日
- 突尼西亞：亡兵紀念日
- ：國旗日
- 中华人民共和国：中國人民抗日戰爭勝利紀念日
- 尚比亞：利维·姆瓦纳瓦萨日

## 脚注
1. ↑  . 自由時報. 2016-09-04  [2022-09-03]. （原始内容存档于2022-09-03） （中文（臺灣））.
2. ↑  陳怡杰. . 上報. 2016-08-22  [2022-09-03]. （原始内容存档于2022-09-03） （中文（臺灣））.